# Svezia ai Giochi della XVIII Olimpiade
La Svezia partecipò ai Giochi della XVIII Olimpiade, svoltisi a Tokyo dal 10 al 24 ottobre 1964, con una delegazione di 94 atleti impegnati in 13 discipline per un totale di 72 competizioni. Portabandiera fu il cavaliere William Hamilton, alla sua prima Olimpiade.
Il bottino della squadra, sempre presente ai Giochi estivi con l'unica eccezione di Saint Louis 1904, fu di due medaglie d'oro, due d'argento e quattro di bronzo. Entrambe le medaglie d'oro vennero dal kayak.

## Medagliere

### Per discipline
| Sport              | Oro | Argento | Bronzo | Totale |
| ------------------ | --- | ------- | ------ | ------ |
| Canoa/kayak        | 2   | 0       | 0      | 2      |
| Lotta greco-romana | 0   | 1       | 1      | 2      |
| Vela               | 0   | 1       | 1      | 2      |
| Atletica leggera   | 0   | 0       | 1      | 1      |
| Ciclismo           | 0   | 0       | 1      | 1      |
| Totale             | 2   | 2       | 4      | 8      |

### Medaglie
| Medaglia | Atleta                                                        | Sport              | Evento                 |
| -------- | ------------------------------------------------------------- | ------------------ | ---------------------- |
| Oro      | Rolf Peterson                                                 | Canoa/kayak        | K1 1000 metri maschile |
| Oro      | Sven-Olov Sjödelius Gunnar Utterberg                          | Canoa/kayak        | K2 1000 metri maschile |
| Argento  | Per Svensson                                                  | Lotta greco-romana | Pesi medio-massimi     |
| Argento  | Lars Thörn Arne Karlsson Sture Stork                          | Vela               | 5,5 metri              |
| Bronzo   | Ingvar Pettersson                                             | Atletica leggera   | Marcia 50 km           |
| Bronzo   | Sven Hamrin Erik Pettersson Gösta Pettersson Sture Pettersson | Ciclismo           | Cronometro a squadre   |
| Bronzo   | Bertil Nyström                                                | Lotta greco-romana | Pesi welter            |
| Bronzo   | Pelle Pettersson Holger Sundström                             | Vela               | Star                   |